# Szent Péter és Pál-templom (Nagydemeter)
A nagydemeteri ortodox Szent Péter és Pál-templom (korábban evangélikus templom) műemlékké nyilvánított épület Romániában, Beszterce-Naszód megyében. A romániai műemlékek jegyzékében a BN-II-a-A-01652 sorszámon szerepel.